# Vykintas
Vykintas (... – 1253 circa) fu un nobile della parte nord-occidentale della Samogizia attivo nella prima metà del XIII secolo e uno dei principali rivali di Mindaugas, che fu re di Lituania dal 1251 al 1263.
Mindaugas entrò in conflitto con lui mentre tentava di unificare le tribù stanziate nell'odierno territorio della Lituania, incluse quelle comprese nei domini di Vykintas. Nonostante avesse collaborato anche con importanti autorità della regione baltica quali il Gran maestro dell'Ordine di Livonia Andreas von Stirland e il principe Danilo di Galizia, Vykintas non riuscì a resistere ai propri nemici e morì verosimilmente nel 1253.

## Biografia

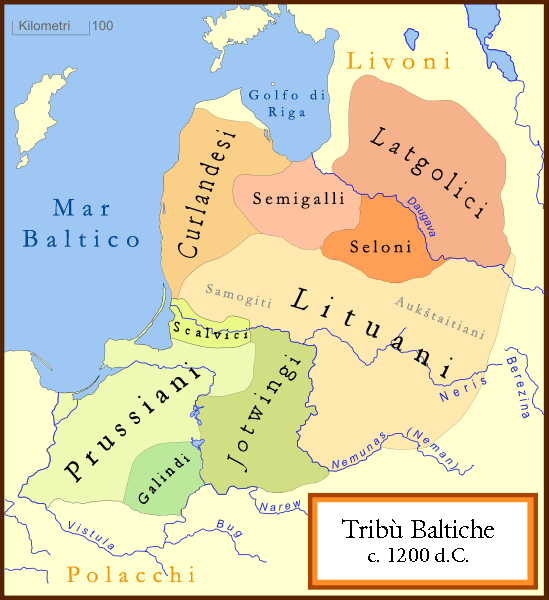
Distribuzione delle tribù baltiche all'inizio del XIII secolo

Sono praticamente nulle le informazioni conosciute su Vykintas nei primi anni della sua vita, poiché egli compare per la prima volta in fonti scritte nel 1236. Il contesto storico in cui Vykintas viveva era quello di una Lituania che non godeva di una propria unità, in quanto frammentata e guidata da un gruppo di nobili che agiva in maniera più o meno indipendente. Originario della parte nord-occidentale della Samogizia, Vykintas rientrava nella categoria aristocratica appena menzionata. Nel 1236 Vykintas guidò un esercito nella battaglia di Šiauliai contro una coalizione composta da alcune popolazioni native locali convertitesi al cristianesimo e dai Cavalieri portaspada, impegnati nella crociata livoniana negli odierni Paesi baltici. Durante la battaglia Vykintas guidò le sue truppe alla vittoria e inflisse una grande sconfitta ai suoi avversari, tanto che pare sopravvisse solo il 10% dell'esercito crociato e che morì anche il Gran maestro. Non è pacifico se Vykintas avesse ricevuto supporto bellico da Mindaugas, l'influente duca originario della regione dell'Aukštaitija. Il fratello di quest'ultimo, di nome Dausprungas, aveva sposato la sorella Vykintas, il cui nome risulta ignoto.
Tra il 1240 e il 1250 Mindaugas accelerò il suo progetto di unire tutte le tribù lituane. Affinché potesse rafforzare il suo potere anche in Samogizia, in particolare nella Nalšia, Mindaugas spedì Vykintas e altri due parenti, Edivydas e Tautvila, a combattere a Smolensk alla fine del 1248. Non è noto se Mindaugas avesse gia affidato ai tre lo stesso incarico anche nel 1245. Nell'inverno tra il 1248 e il 1249, mentre Edivydas, Tautvila e Vykintas combattevano in Rutenia, Mindaugas occupò le loro terre impossessandosene. Per legittimare quest'operazione, addusse come pretesto le sconfitte militari riportate in quel contesto da Vykintas, Edivydas e Tautvila lontano dalla Lituania. Ciò costrinse i tre a chiedere aiuto al cognato di Edivydas e Tautvila, il principe Danilo di Galizia. Questi rifiutò di adempiere alla richiesta di Mindaugas di non concedere ai fuggitivi protezione e, assieme a Vykintas, radunò un grande numero di uomini allo scopo di inviarli a combattere in Lituania. Oltre alle truppe reclutate da Vykintas, anche i Samogiti nord-occidentali e gli Jatvingi decisero di aggredire Mindaugas. L'efficienza di queste forze combattenti era, in parte, assicurata dall'abbondanza di risorse economiche che Danilo riusciva a garantire destinandole a Vykintas. Grazie agli sforzi diplomatici compiuti, alcuni Samogiti e persino l'Ordine di Livonia, che nel 1237 aveva sostituito i Cavalieri portaspada a seguito del loro scioglimento, passarono dalla parte dei cospiratori. La grande coalizione di oppositori nata in funzione anti-Mindaugas attaccò diverse volte il proprio avversario, ma è probabile che il gran maestro dell'Ordine di Livonia, Andreas von Stirland, mal sopportasse l'imprescindibile supporto bellico che era costretto a fornire per impensierire il nemico. Oltretutto, egli non gradiva la prospettiva di continuare a cooperare Vykintas, intermediario di Danilo di Galizia e responsabile della grave disfatta che i crociati patirono nel 1236 a Šiauliai. Secondo la Cronaca di Galizia e Volinia, pare addirittura che la collaborazione ebbe motivo di sussistere soltanto perché Danilo funse da garante.
Dal canto suo, Mindaugas prese sul serio la minaccia emersa ed è molto probabile che seguì il suggerimento di quei nobili lituani che erano favorevoli al cristianesimo, che appariva la soluzione migliore per stroncare il supporto che stava fornendo l'Ordine di Livonia. D'altronde, già Tautvila si era convertito tempo prima al cristianesimo a Riga al fine di garantirsi il supporto militare sperato. Mindaugas si convinse definitivamente a eseguire la stessa operazione per fini politici, stringendo dunque legami diplomatici con Andreas von Stirland e ricevendo da quest'ultimo la promessa di una corona con il benestare della Santa Sede. Grazie a questa strategia, Mindaugas riuscì a sovvertire la sua difficile condizione e, tra il 1250 e il 1251, Vykintas e i suoi alleati non furono più in grado di costituire una seria minaccia.

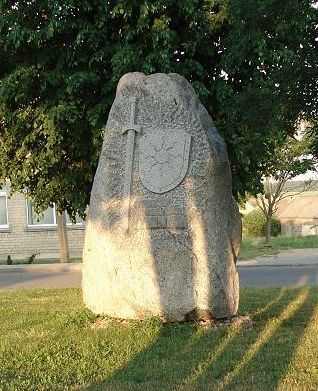
Monumento dedicato al duca Vykintas a Tverai, in Lituania

Nella seconda metà del 1251, Vykintas e Tautvila tentarono comunque un ultimo disperato attacco a Voruta, il castello dove risiedeva Mindaugas, ma furono respinti. Per tutta risposta, Mindaugas decise di organizzare una spedizione militare in Samogizia e asserragliò Tverai, dove Vykintas si era rifugiato, senza successo. Malgrado la battuta d'arresto, Mindaugas sovvertì l'andamento del conflitto definitivamente, reclutando vari guerrieri che avevano deciso di cambiare schieramento. Tautvila fu costretto a rivolgersi nuovamente in cerca di aiuto a Danilo di Galizia, mentre Vykintas venne probabilmente ucciso, poiché da allora scompare da qualsiasi fonte storica. Mindaugas verrà poi incoronato re della Lituania nel 1253.